# Santos Simão e Judas Tadeu na Torre Angela (título cardinalício)
Santos Simão e Judas Tadeu na Torre Angela é um título cardinalício instituído em 22 de fevereiro de 2014, pelo Papa Francisco.

## Titular protetor
- Pietro Parolin (2014-2018); como cardeal-bispo ad personam (desde 2018)